# Kyujutsu
Kyujutsu (em japonês:  弓術, Kyūjutsu) é uma arte marcial japonesa, desenvolvida como um das disciplinas do currículo aprendido pelos samurais, que tinha por objecto o manuseio do arco. Assim como as demais disciplinas estudadas pelos guerreiros, nessa arte o praticante não cuidava tão-somente no uso superficial do instrumento de batalha, mas, antes de tudo, tinha que pretender fazer dele uma própria extensão do corpo, pelo que devia, durante o treino, assumir posturas rígidas e imprimir concentração, de modo a fazer fluir desde a terra até a flecha um energia, identificada como «ki».
Com o advento da Restauração Meiji, caindo a cultura dos samurais em descrédito, suas habilidades marciais sofreram transformações com elevado carácter filosófico. Com o kyujutsu não foi diferente e acabou por dar origem a outra arte: o kyudo.

## Características
A arte do tiro com arco pretende desenvolver uma espécie de relação entre o praticante e seu instrumento de tiro, familiarizando-o desde a confecção da arma, o arco yumi, que de per se já incomum, se comparado com os vários modelos de arco confeccionados nas diversas culturas pelo mundo. O yumi é tamanho extremamente grande (entre 1m82 e 2m50) e de manuseio assimétrico (o ponto de apoio é mais ou menos a um terço da parte inferior.